# La Melchorita
Melchora Saravia Tasayco (Chincha, Perú, 6 de enero de 1895 - 4 de diciembre de 1951) fue una humilde campesina católica peruana, terciaria de la Orden Franciscana (perteneciente a la rama de laicos consagrados) que dedicó su vida entera al cuidado de los pobres y enfermos del pueblo. Es recordada bajo el nombre diminutivo de La Melchorita. Reconocida como Sierva de Dios por la Iglesia Católica.

## Biografía
Melchorita Saravia, criolla, nace en un hogar católico, aunque pobre y campesino. Nació en el pueblo de San Pedro Ñoco Bajo, actualmente distrito de Grocio Prado, provincia de Chincha, siendo las once de la noche del 6 de enero de 1895. Sus padres fueron don Francisco de Sales Saravia Munayco y doña María Agripina Tasayco Rojas, fue bautizada el día 9 de enero de 1895 en la Parroquia de Santo Domingo de Chincha. Según el testimonio de sus familiares, desde los cuatro o cinco años mostró inclinación a ir a la escuela, lo contrario de tantos otros niños y niñas de ese momento, pero su madre, no se lo permitía. Entonces ella agarraba todo libro que podía como queriendo aprender, pero en igual modo tenía que dejarlos porque no le enseñaban a leer. Igualmente agarraba los juncos para aprender a tejer, sombreros y también tenía que dejarlos, pues todavía no tenía aptitud natural para ello. Más bien, en lo que aprovechó antes de ir a la escuela fue en aprender las oraciones y catecismo porque eso sí le enseñaron su padre y su madre. Y dado su gran deseo de aprender, pronto los supo de memoria y se aprovechaba de ellos para sus rezos. Debido a la pobreza que los aquejaba, Melchora desde su juventud tuvo que ocuparse en las ocupaciones del hogar, en el cuidado de sus hermanos menores, etc. A medida que iba creciendo en edad aprovechaba las oportunidades para reunir a los niños y jóvenes para hacerles rezar el rosario y enseñarles a dominar el catecismo.
El trabajo material no le hacía despreocuparse de la vida de piedad, antes por el contrario sabía la importancia debida. En su pueblo natal, al principio no había templo, pero ella desde muy joven se alistaba muy temprano los domingos y días de fiesta para ir a pie unos cinco kilómetros de Chincha Alta para oír la primera misa que era celebrada a las cuatro de la mañana y recibir la Sagrada Comunión, asimismo. Hablaba a los hombres descuidados y les insinuaba que debía acudir a cumplir con el precepto anual de la confesión y comunión.

## Etapa religiosa
El 15 de agosto de 1924 el presbítero, Miguel Gamarra del convento Franciscano de Ica admitió a la joven Melchora al noviciado de la Tercera Orden Franciscana en Grocio Prado. Posteriormente en las Actas de la hermandad aparece nombrada para el cargo de consejera o discreta vicaria del Culto el 31 de enero de 1946. Su vida campesina, sencilla, humilde, caritativa y sacrificada por Dios y por el prójimo la comprendía gráficamente sus vecinos así: "Era una niña muy buena. Su vida era: De su casa a la Iglesia de la Iglesia a su casa, a todos hacía el bien". Dios parece haberle complacido en sacar del anonimato a un alma sencilla, del pueblo, del campesinado criolla, de esa gente tan sufrida y tan frecuentemente despreciada y maltratada, para manifestar una vez más, que ante Dios, lo que vale no son las riquezas, no los títulos de nobleza o alta alcurnia, sino la virtud y la sanidad. Con su amor a la Eucaristía fue desarrollándose en una gran amor a la riqueza de alma y cuerpo, una clara conciencia de sus deberes religiosos para cumplirlos estrictamente y un gran horror el pecado mortal. El centro de la vida de santidad de Melchora Saravia, fue su fe en el ministerio de la eucaristía, la presencia real de Jesucristo en la hostia consagrada y esa fe en el santo sacrificio de la misa la lleva a entregarse con toda su alma a la contemplación de eso misterios y a sacrificarse por amor a Jesús; de ahí su acendrado afecto a la Santa misa, su ardiente amor a la Sagrada comunión, su desvelo por la limpieza y ornato del templo, su respeto y veneración al sacerdote.
Tenía una especial devoción al divino Niño de Belén y cuando hubo oportunidad comenzó a armar en la parroquia el nacimiento del Niño Dios, arreglándolo muy bien. También en su casa armaba el nacimiento exteriorizando así su amor y devoción. Y es voz corriente en el pueblo que algunos años antes de la muerte de la que a futura se convierte en sierva de Dios brotaba de un pequeño huerto una hermosa flor que no se conocía en la región y que aparecía al regresar de la misa de Nochebuena y que al morir ya no volvió a aparecer dicha flor. Era también muy grande su devoción a la Virgen Santísima, en su honor rezaba todos los días el Santo Rosario. También dedicaba todo el mes de mayo a honrar a la Virgen y desde que ingresó a la Tercera Orden Franciscana tuvo una gran devoción a su Seráfico fundado San Franciscano, cuyo espíritu trató de hacerlo propio y cuyos ejemplos de virtud trató de imitar lo más perfectamente posible. A medida que era guiada por el Espíritu Santo; se le abría el corazón a la esperanza practicando esa virtud en grado eminente, practicó en el más excelso grado de caridad, que es el vínculo de la perfección. Buscó y trabajo con insistencia para que hubiera algún padre que fuera a Grocio Prado para celebrar Misa los domingos y lo consiguió.

## Última etapa de vida
Ella misma puso en práctica lo que aconsejaba a los demás, evitando los peligros de pecar, por eso huía de la ociosidad, madre de todas los vicios. La Sierva de Dios no tuvo la oportunidad de estar en un internado de religiosos, fue sin duda al mismo Jesús, a quien ella recibiría con gran fervor en su Primera Comunión inspirándose así un gran amor a la pureza virginal. Refiere Marcela Rivera que visitándola antes de ir al nosocomio en su última enfermedad dio muestra de horror al ver su pecho que era una llaga viva y al darse cuenta del efecto que le causó le dijo "Que sería si vieses mi espalda" sin embargo no se lamentaba y se mostraba serena, el doctor observando que el mal que adolecía era cáncer y que uno de los senos tenía necrosis quedó maravillado de que padeciera tanto sin quejarse, admirando su heroica fortaleza. Ingreso al Hospital San José de Chincha el 1 de octubre de 1951 con diagnóstico de cáncer al seno, fue instalada en una sala de pago, dada a su condición humilde no tenía dinero para pagar la pensión la Superiora de las Religiosas del hospital movida de compasión dispuso que preparen un cuarto aislado y allí la colocó, desde que quedó instalada; el hospital se convirtió en el jubileo a donde comenzó a fluir toda clase de personas a visitarla quienes le dejaban limosnas, de suerte que al ver que se había acumulado una regular cantidad, se pensó que se podía hacer frente a los gastos necesarios para devolverla a la sección de pagantes, pero al proponerlo a Melchora esta no quiso diciendo que allí estaba bien y quería morir como pobre. Poco antes de su fallecimiento, la superiora autorizó que la Comunidad de Religiosas asistieran al cuarto de la enferma y rezaran el Santo Rosario y se notaba por ciertos gestos que ella lo seguía. Al terminar de rezar, fallece a las 7 de la noche del día 4 de diciembre de 1951.
Al día siguiente se realizó el entierro, el cortejo fúnebre partió de Grocio y como no había cementerio hubo que llevarla a enterrar a Chincha.
Sin que mediara propaganda especial, por la forma de santidad que se iba extendiendo comenzó a fluir gente de Grocio Prado, todos los días suelen acudir visitantes a la casita donde vivió la Sierva de Dios y sobre todo el 6 de enero fecha de su nacimiento, acuden tanta gente no sólo de las ciudades y pueblos comarcanos, sino de los diferentes y más alejados departamentos de la República. Refiere Josefa Flores Vda. de Poicón quien compraba, los sombreros que tejidos por Melchorita, mas estando esta grave en el Hospital le sucedió un caso al que Josefa no dio importancia, pero después al averiguar las circunstancias quedó muy sorprendida. Sucedió, que caminando Josefa Flores por las calles de chincha se encontró con la paciente y abrazándose esta le dijo: “Estoy enferma. Recién salgo del hospital me quieren llevar a Lima, pero mi situación no lo permite. No dejes de ir a la casa, si no me encuentras a mi, ahí mi hermana Eusebia” y le entregó un sombrerito diciendo que "Era el último, que ella no tejería más". Y respecto a su dos hijos que estaban enfermos y pensaba llevarlos a Lima le dijo: "Que tuviera paciencia, que Sanarían", y así sucedió. Pero al volver de Lima Josefa, ya había muerto Melchorita. A la semana de ese encuentro se vio Josefa con Eusebia le replicó que su hermana no había salido del hospital desde que ingresó en él.
La Melchorita fue enterrada en el Cementerio General de Chincha donde permaneció hasta el 19 de julio del 2007, cuando su cuerpo fue trasladado a su natal Grocio Prado, cientos de hombres y mujeres acompañaron el traslado hasta el nuevo sepulcro, al costado de la iglesia de San Pedro.